# Mispà de Benjamí
Mispà era una ciutat del territori de Benjamí que apareix diverses vegades a la Bíblia. Tot i que s'ha apuntat Nebi Samwil (a uns 8 km al nord-oest de Jerusalem) com a possible identificació, en general es prefereix situar-la en Tell en-Nasbeh (a uns 12 km al nord de Jerusalem). Una interpretació de certes troballes arqueològiques sembla afavorir Tell en-Nasbeh. Per exemple, alguns dels atuells trobats en aquest indret tenen gravades a la nansa el que alguns investigadors creuen que són les lletres m-s-p, possiblement una forma abreujada de Mispà.

## Guerra contra Benjamí
En Mispà es van reunir tots els homes de guerra d'Israel quan es van decidir actuar contra els implicats en el crim sexual col·lectiu comès en Guibà de Benjamí. Quan els benjamites es van negar a lliurar els culpables d'aquella ciutat, va esclatar una guerra total. La tribu de Benjamí va ser gairebé aniquilada, ja que només van aconseguir escapar 600 homes. Com que la resta d'israelites havien jurat a Mispà que no donarien les seves filles en matrimoni als benjamites, després de la batalla es va haver de prendre mesures per conservar la tribu de Benjamí. Una d'aquestes va ser la de donar-los 400 noies verges de Jabeix-Galaad. La resta de la població d'aquella ciutat havia estat aniquilada, ja que cap dels seus habitants havia anat a Mispà per secundar la lluita contra Benjamí.

## Lloc de trobada israelita
Un temps després, el profeta Samuel hi va congregar tot Israel i va pregar per ells. En aquella ocasió els israelites van dejunar i van confessar els seus pecats. Quan els filisteus van saber de la seva reunió a Mispà, es van aprofitar de la situació per llançar-los un atac. Però els israelites els van vèncer. Sembla que per commemorar aquesta victòria Samuel va erigir una pedra entre Mispà i Xen, i la va cridar Eben-Èzer (que vol dir "Pedra d'Ajuda"). Després Samuel va continuar jutjant Israel i durant aquest temps feia cada any el circuit de Betel, Guilgal de Jericó i Mispà. Posteriorment, Samuel va presentar Saül com a primer rei d'Israel davant d'una altra assemblea reunida a Mispà.

## Fortificació i dominació babilònia
Al segle X a.n.e., el rei Asà de Judà va fortificar Mispà amb materials de Ramà, ciutat que el rei israelita Baixà es va veure obligat a abandonar. Uns tres segles després, el victoriós rei Nabucodonosor II de Babilònia va nomenar a Guedalià governador sobre els jueus que quedaven a la terra de Judà. Guedalià administrava els assumptes des de Mispà i allà va fixar la seva residència el profeta Jeremies. A Mispà també hi van acudir els caps de l'exèrcit que van sobreviure, així com altres jueus que havien estat escampats. Encara que al governador Guedalià se li va advertir per avançat, no va obrar amb cautela i va ser assassinat a Mispà, juntament amb els caldeus i els jueus que eren amb ell. Després es va donar mort a altres 70 homes que van entrar a la ciutat. Els assassins, dirigits per Ismael, fill de Netanià, van prendre captius de la resta del poble, però Johanan, fill de Caréah, va rescatar la majoria dels captius per portar-los posteriorment a Egipte.

## Últims descendents
Després de l'exili jueu a Babilònia, alguns homes de Mispà van participar en reparar el mur de Jerusalem.